# Herbert Tachezi
Herbert Tachezi (Wiener Neustadt, 12 februari 1930 - Weidling, 9 december 2016) was een Oostenrijks componist, organist en klavecimbelspeler.

## Levensloop
Tachezi studeerde aan de Muziekacadmie in Wenen (muziekpedagogie, klavier, orgel, compositie, improvisatie) en aan de Universiteit van Wenen (Germaanse talen).
Vanaf 1952 concerteerde hij op orgel, klavecimbel en pianoforte, zowel in Europa als overzee. Hij werd Eerste Organist van de Hofmusikkapelle in Wenen en docent bij talrijke internationale cursussen. Vanaf 1963 was hij de vaste begeleider op klavecimbel van Nikolaus Harnoncourt. 
Hij werd docent aan de Muziekhogeschool in Wenen. Daarnaast trad hij vaak op als jurylid bij internationale wedstrijden.  Zo was hij in 1977, 1980, 1983 en 1986 lid van de jury voor het internatiuonaal klavecimbelconcours, in het kader van het Festival Oude Muziek in Brugge.
De cellist Herwig Tachezi en de violonist Christian Tachezi zijn zijn zonen; cellist Wilfried Tachezi is zijn broer.

## Onderscheidingen
- Tachezi kreeg talrijke onderscheiding voor grammofoonopnamen.
- Hij draag het Erekruis Eerste klas voor Wetenschap en Kunst van Oostenrijk
- Hij draagt het Gouden ereteken van het Land Wenen.

## Discografie
- http://dispatch.opac.d-nb.de/DB=2.1/REL?PPN=129261920 - overzicht opnamen
- https://www.musicme.com/#/Herbert-Tachezi/albums/Musique-Baroque-Pour-Orgue-(Vol.2)-0825646071326.html?play=all - Tachezi op orgel
- https://www.youtube.com/watch?v=ygKKVb7O7zg - Tachezi met Nikolaus Harnoncourt en Frans Brüggen.

- Biblioteca Nacional de España: XX1132607
- Bibliothèque nationale de France: cb13900254m (data)
- CiNii: DA08466339
- Gemeinsame Normdatei: 129261920
- International Standard Name Identifier: 0000 0001 0937 412X
- Library of Congress Control Number: n85283436
- Nationale Bibliotheek van Letland: 000116912
- MusicBrainz: 398f807e-450e-48a4-9962-04eb5be35ff3
- Nationale Bibliotheek van Tsjechië: xx0087488
- Nationale Bibliotheek van Israël: 987007285110305171
- Nationale Bibliotheek van Polen: a0000002866633
- Nederlandse Thesaurus van Auteursnamen: 070584125
- Système universitaire de documentation: 157313417
- Trove: 1184980
- Virtual International Authority File: 113899060
- WorldCat: E39PBJtX3FX8qD8DCQGXYxxqwC